# Baltimore Chrome Works
Baltimore Chrome Works était une raffinerie de minerai de chrome dont le siège et l'usine principale étaient situés dans le quartier de Fells Point de la ville de Baltimore, dans le Maryland (États-Unis).

## Historique
Isaac Tyson (en) a commencé à extraire de la chromite dans la région autour de Baltimore en 1813 et a construit Baltimore Chrome Works sur le front de mer de la branche nord-ouest du fleuve Patapsco à l'extrémité ouest de Fells Point en 1845 à proximité immédiate du port de Baltimore(39° 16′ 08″ N, 76° 36′ 00″ O).
Il a ainsi gagné un monopole dans l'utilisation chimique du chrome ainsi que dans son exploitation minière. Le Maryland a continué d'être le principal producteur mondiale de chrome jusqu'au milieu du 19e siècle, lorsque les gisements en Asie mineure ont pris de l'importance, et les exportations de Baltimore ont cessé en 1860.
Baltimore Chrome Works ont maintenu leur monopole sur l'économie des États-Unis jusqu'en 1885
L'usine est devenue une partie de la Mutual Chemical Company en 1908. Cette compagnie fusionnent avec Allied Chemical en 1954.
L'usine, reconstruite en 1951, employait 375 personnes au plus fort de la production.
L'usine de Fells Point a fonctionné jusqu'en 1985, date à laquelle elle a été fermée alors qu'elle employait 330 personnes.
Honeywell, successeur de Allied Chemical, sur injonction de la Environmental Protection Agency en 1986 confirmé par voie de justice en 1989 dépollua un terrain de 20 acres (80 937 m2).
L'assainissement complet se termine en 1999 pour un coup de 110 millions de dollars américains (
156 millions actuels). Le site est depuis 2010 le quartier d'affaires de Harbor Point qui s'étant sur 27 acres (109 265 m2) avec, en 2024, environ 2 800 000 m2 de bureaux, de commerces de détail, de résidences et d'hôtels, ainsi que 3,6 hectares d'espaces ouverts.